# Estació de Montbau
Montbau és una estació de la L3 del Metro de Barcelonasituada sota el Passeig de la vall d'Hebron al districte d'Horta-Guinardó de Barcelona i es va inaugurar el 1985.
El metro no va arribar al barri de Montbau fins al 6 de novembre de 1985, amb el perllongament de gairebé 4 km de la línia 3, des de Lesseps fins al barri, incloent 4 noves estacions. L'estació de Montbau es convertia en la nova capçalera de la línia, substituint l'històrica terminal de Lesseps de 1924.
L'estació deixà de ser el final de la L3 el 21 de setembre de 2001, quan aquesta es va estendre fins a Canyelles. El 2010 s'hi instal·laren 2 ascensors per millorar-hi l'accessibilitat.

## Serveis ferroviaris
| Metro de Barcelona     |               |                                              |        |                        |
| Procedència/Destinació | <             | Línia                                        | >      | Procedència/Destinació |
| Zona Universitària     | Vall d'Hebron | Logotip de la Línia 3 del metro de Barcelona | Mundet | Trinitat Nova          |

## Accessos
- Passeig de la Vall d'Hebron